# Goiti Yamauchi
Goiti Yamauchi (ur. 5 stycznia 1993 w Anjō) – brazylijski zawodnik mieszanych sztuk walki (MMA) pochodzenia japońskiego walczący w wadze półśredniej. Aktualnie związany z amerykańską organizacją PFL. Wcześniej rywalizował w organizacji Bellator MMA (2013-2023).

## Osiągnięcia

### Mieszane sztuki walki
- 2013: Mistrz Iron Fight Combat w wadze piórkowej[3]
- 2013: Zwycięzca turnieju Smash Fight w wadze piórkowej

Nagrody i wyróżnienia
- Najwięcej wygranych przez poddania w historii organizacji Bellator MMA (dziewięć)[4]

### Boks
- 2007: Amatorski mistrz stanu Parana[5]